# Польовий щоденник
Польовий щоденник — основний первинний документ реєстрації польових геологічних спостережень усіх видів. До нього заноситься уся добута в польових маршрутах геологічна інформація. Виготовляється у вигляді книги формату А5 148×210 мм на 100—130 листів. Обкладинка як правило пластикова, тверда яскравого люмінесцентного кольору, сторінки нерозліновані з нерозмокаючого у воді паперу. Усі записи ведуться тільки на правих сторінках щоденника. Нумерація сторінок наскрізна.

## Титульна сторінка
На титульній сторінці обов'язково вказуються наступні дані:
- назва геологічної організації
- назва експедиції, практики, геологічної партії, загону
- номер польового щоденника
- ім'я та прізвище власника щоденника
- дата початку і закінчення записів до щоденника
- номери точок спостереження першої та останньої
- адреса, за якою належить повернути знайдений щоденник, у разі його втрати

## Правила заповнення
У зв'язку з тим, що польовий щоденник є відомчим документом суворої звітності існують кілька правил, які регулюють порядок записів і методику записування.
- Записи до щоденника заносяться тільки в полі (у маршруті). Категорично заборонено щось дописувати і виправляти після закінчення польового дня на базі. Існує геологічне прислів'я: «Що у полі не записано — то не спостерігалось!»
- У щоденнику заборонені будь-які скорочення, за виключенням метричних одиниць.
- Всі спостереження записують тільки на правій стороні щоденника. В тексті відмічаються взяті взірці гірських порід (проби) і окремим рядком елементи залягання у вигляді: «АзПад 45 кут 15». Знак градуса не ставиться, щоб не сплутати його з нулем.
- Кожний маршрут починають з нової сторінки. На початку кожного маршруту записують (кожний пункт з нового рядка): день тижня, число, місяць, рік

погода

Маршрут № ___

основні пункти маршруту

мета маршруту